# Rua Primeiro de Março

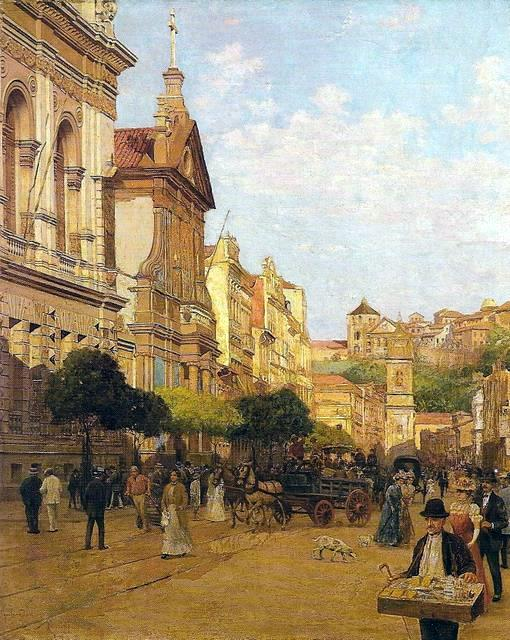
Rua 1º de Março retratada em 1907

A Rua Primeiro de Março é um logradouro localizado na cidade brasileira do Rio de Janeiro, no Centro. Inicia-se no final da Avenida Antonio Carlos e termina no início da antiga Ladeira de São Bento.

## História
A antiga Rua Direita foi a rua mais antiga do Rio de Janeiro e era a mais importante da cidade no século XIX. Originalmente, ligava o Largo da Misericórdia ao Morro de São Bento.
Em 1875, passou a se chamar Primeiro de Março em homenagem à vitória aliada na Batalha de Aquidabã, que pôs fim à Guerra do Paraguai. Coincidentemente, essa também é a data da fundação da cidade do Rio de Janeiro.

## Atualidade
Na atualidade sedia o Centro Cultural Banco do Brasil, além de ficar em frente ao Paço Imperial.